# Línea 150 (Montevideo)
La línea 150 es una línea de ómnibus urbana de Montevideo, que une la Terminal Ciudadela con La Pilarica, ubicada en la ciudad de Las Piedras.

## Recorrido
pasa por los barrios: Ciudadela, Centro, Cordón, La Aguada, Arroyo Seco, Reducto, Brazo Oriental, Atahualpa, Aires Puros, Lavalleja, Peñarol, Peñarol Norte, Puntas del Miguelete, Abayubá, Paso Calpino, las ciudades de La Paz y Las Piedras.
| Ida - Terminal Ciudadela - Juncal - Piedras - Cerro Largo - Florida - Mercedes - Avenida Daniel Fernández Crespo - Circunvalación Este Palacio Legislativo - Batoví - Yatay - Avenida General San Martín - Avenida Burgues - Máximo Gómez - Andrés Spikerman - Bulevar José Batlle y Ordóñez - Avenida de las Instrucciones - Bulevar Aparicio Saravia - Camino Coronel Raíz - Camino Carmelo Colman - Camino Coronel Raíz - Camino Carlos A. López - Camino Coronel Raíz - Camino Osvaldo Rodríguez - Camino Al Paso Calpino - Camino A La Cuchilla Pereira - Camino Al Paso Calpino - Julio Sosa - La Pilarica - Terminal La Pilarica | Vuelta - Terminal La Pilarica - La Pilarica - Julio Sosa - Camino Al Paso Calpino - Camino A la Cuchilla Pereira - Camino Al Paso Calpino - Camino Osvaldo Rodríguez - Camino Coronel Raíz - Camino Carlos A. López - Camino Coronel Raíz - Camino Carmelo Colman - Camino Coronel Raíz - Bulevar Aparicio Saravia - Avenida de las Instrucciones - Haig - Víctor Hugo - Bulevar José Batlle y Ordóñez - Atahona - Vaimaca - Máximo Gómez - Dr Carlos Vaz Ferreira - Manuel Rodríguez Correa - Avenida Burgues - Avenida General San Martín - Avenida Agraciada - Avenida de las Leyes - Madrid - Magallanes - Miguelete - Arenal Grande - Uruguay - 25 de Mayo - Piedras - Terminal Ciudadela |

## Destinos intermedios
Ida
- Paso Calpino

Vuelta
- Luis Alberto de Herrera y Burgues
- Palacio Legislativo

## Frecuencia
La frecuencia de la línea 150 es baja. demora cada 1 hora los días hábiles. los sábados 1 hora y 30 minutos y los domingos 2 horas y media.